# Сила привычки. Почему мы живём и работаем именно так, а не иначе
Сила привычки. Почему мы живем и работаем именно так, а не иначе (англ. The Power of Habit: Why We Do What We Do in Life and Business) — книга Чарльза Дахигга, репортёра The New York Times, опубликованная в феврале 2012 года издательством Random House. Она исследует науку, лежащую в основе создания и исправления привычек. Книга попала в список бестселлеров The New York Times, Amazon и USA Today. Она была включена в лонг-лист премии года Financial Times и McKinsey Business Book в 2012 году.

## Обзор

### Петля привычки
Петля привычек — это неврологический паттерн, который определяет любую привычку. Он состоит из трёх элементов: сигнала, рутины и награды. Понимание этих компонентов может помочь понять, как изменить вредные привычки или сформировать хорошие. Цикл привычки всегда начинается с сигнала, триггера, переводящего мозг в режим, который автоматически определяет, какую привычку использовать. В основе привычки лежит умственная, эмоциональная или физическая рутина. Наконец, есть награда, которая помогает мозгу определить, стоит ли помнить об этой конкретной петле в будущем. В статье, опубликованной в The New York Times, Дахигг отмечает: «Сигнал и награда становятся неврологически взаимосвязанными, пока не возникает чувство тяги».
По словам Дахигга, тяга управляет всеми привычками и необходима для создания новой привычки или изменения старой. Дахигг описывает, как Procter & Gamble использовали исследования петли привычки и её связи с тягой, чтобы развить рынок для Febreze, продукта, устраняющего неприятные запахи, чтобы заработать состояние.

### Золотое правило изменения привычки
Золотое правило изменения привычек помогает избавиться от вызывающих привыкание привычек и заменить их новыми. В нём говорится, что если вы сохраните первоначальный сигнал, замените распорядок и сохраните вознаграждение, изменения в конечном итоге произойдут, хотя люди, которые не верят в то, что они делают, скорее всего, не оправдают ожиданий и сдадутся. Вера — важный элемент такого изменения, хотя его можно структурировать по-разному, включая групповые настройки. Часто люди, которые присоединяются к таким группам, как группы поддержки, живут лучше, чем те, кто действует в одиночку, как индивидуумы. Чарльз Дахигг использовал несколько примеров, чтобы проиллюстрировать свой аргумент, в том числе случай Билла Уилсона, выздоравливающего алкоголика, чья новообретённая вера во Христа привела его к созданию Анонимных Алкоголиков. В книге он также обсудил «силу воли» и её роль в формировании привычки.

### Краеугольный камень привычки
Краеугольный камень привычки — это индивидуальный паттерн, который непреднамеренно способен вызвать другие привычки в жизни людей. Дахигг написал о компании Alcoa и о том, как генеральному директору Полу О’Нилу удалось поднять рыночную капитализацию компании на 27 миллиардов долларов за счёт обеспечения безопасности на рабочем месте. О'Нил сказал: «Я знал, что мне нужно преобразовать Алкоа, … но вы не можете приказывать людям меняться, мозг работает не так… Если бы я мог начать разрушать привычки вокруг чего-то одного, это распространилось бы по всей компании».

### Тренинг
В феврале 2020 года Чарльз Дахигг в партнерстве с VitalSmarts, компанией по корпоративному обучению, выпустил The Power of Habit Training. Однодневный курс обучает людей науке о формировании привычек, изложенной в книге. Учащимся преподают навыки распознавания поведения, которое им следует изменить, и того, как заставить новое поведение закрепиться, манипулируя петлёй привычек, чтобы работать в их пользу. Курс предлагается в прямом, виртуальном и по запросу форматах и преподаётся на открытых семинарах как в интернете, так и по всему миру.